# 象大蒜
象大蒜（學名：Allium ampeloprasum var. ampeloprasum），別名巨蔥、巨蔥蒜，原分布於西亞與南歐。在美國維吉尼亞州，象大蒜有「約克鎮洋蔥（Yorktown Onion）」的別名。
象大蒜肉質粗硬，葉扁平呈劍鞘形自基部抱莖而生。在形態上接近另一個物種"薤"，但外觀要大上許多。味道吃起來比較像蒜苗，而比較少蔥的味道，嚐起來味道比較溫和，適合一些害怕刺激性食物的人。
象大蒜為同種植物Allium ampeloprasum的一類變種，另有：
- Allium ampeloprasum var. kurrat
- 韭蔥 Allium ampeloprasum var. porrum

## 相關圖片

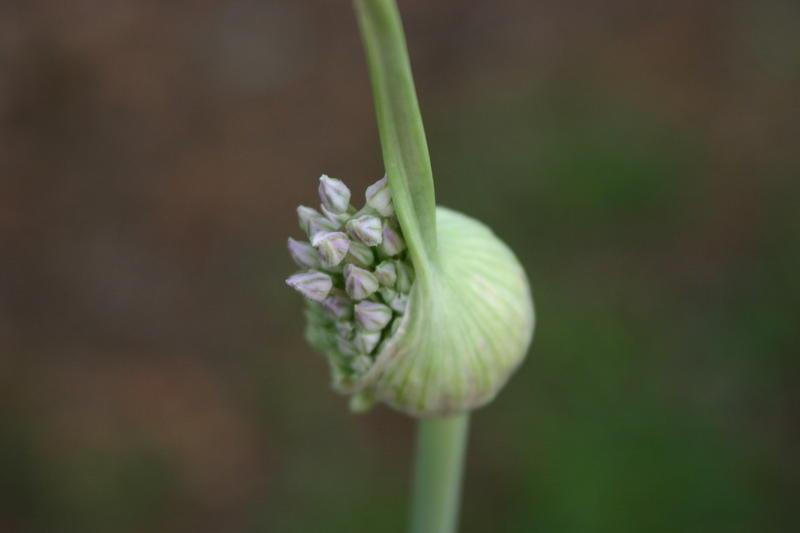
於開花初期的樣貌
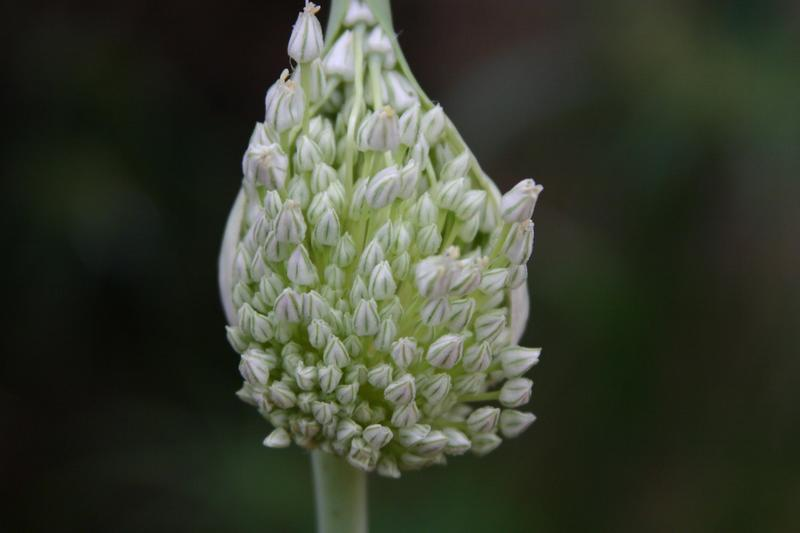
完全開花樣貌
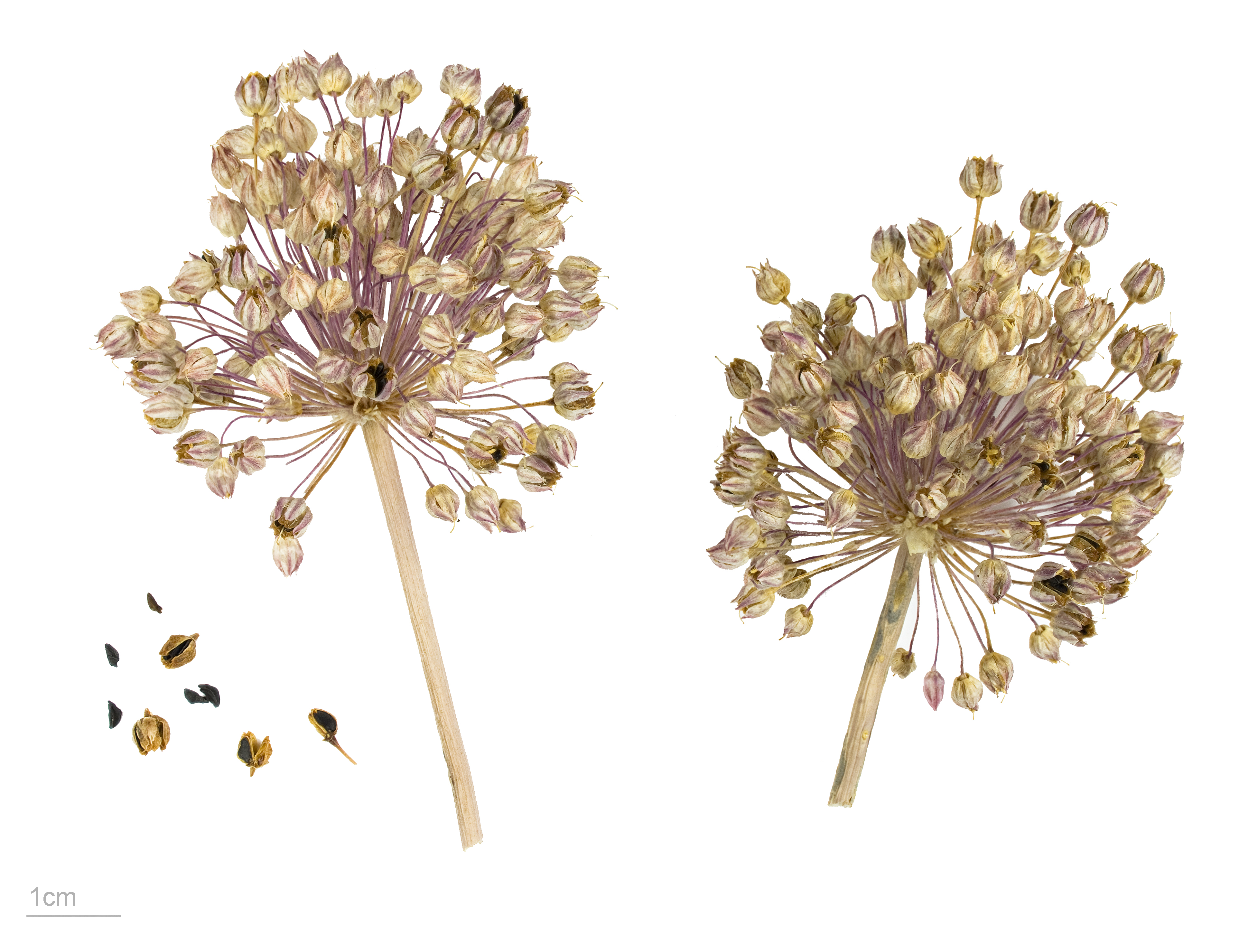
Allium ampeloprasum - Museum specimen

## 外部連結
- （英文）PROTAbase中的象大蒜資料
- （英文）Guernsey中的象大蒜資料
- （英文）美國的象大蒜分布（页面存档备份，存于）
- （英文）Plants For a Future database（页面存档备份，存于）